# Gerhard Egede
Lars Gerhard Andreas Boas Egede (også Gerhardt, Gert og Gerd; født 5. april 1892 i Narsaq; død 15. April 1969 samme sted) var en grønlandsk kateket, præst og landsrådsmedlem.
Gerhard Egede uddannede sig fra Grønlands Seminarium i 1912 og videreuddannede sig derefter i Danmark. Senere arbejdede han som overkateket i Aasiaat og Nuuk og blev ordineret i 1917. Som følge deraf var han præst i Paamiut, Nanortalik, Qaqortoq og Narsarmijit.
Han var medlem af kommunalråd og sysselråd og blev valgt til Landsrådet for Sydgrønland i 1933. Mens han stadig var repræsenteret af Sem Petersen det første år, var han til stede ved alle andre møder i lovgivningsperioden og blev genvalgt i 1939, og igen i 1945. I denne periode blev han imidlertid repræsenteret af Kristian Berthelsen i 1946, 1949 og 1950. Fra 1951 til 1954 sad han også Landsråd for hele Grønland. Med 21 år var han dengang det medlem, som havde siddet i længst tid.
Hans rolle i Grønlands politiske historie var enorm. Han blev betragtet som en pioner for det "nye" Grønland, da han støttede den grønlandske dekolonialisering fra Grønlands side. 1950 blev han udnævnt til Dannebrogsmand.
Han var søn af fangeren Edvard Frederik Kristian Anders Egede (1858-1901) og Ane Sofie Frederikke Berthelsen (1865-1913). Gennem sin mor var han barnebarn af Rasmus Berthelsen (1827-1901). Han giftede sig den 3. September 1916 i Aasiaat med Karen Karoline Agathe Siegstad (1897–?), der var uægte datter af den senere inspektør Carl Frederik Harries (1872–1938). Landsrådsformanden Carl Egede (1924-1959), der døde, da Hans Hedtoft sank, var hans søn.